# کوه تنگ‌خور
کوه تنگِ خور با بیشینه ارتفاع ۱۴۷۲ متر، در شمال شرق بخش علامرودشت در جنوب استان فارس قرار دارد. این کوه از طرف غرب به کوه هوا و از طرف شمال شرقی به کوه مز متصل است و شهرستان خنج را در شمال از بخش علامرودشت و دهستان فداغ در جنوب جدا می‌سازد. آبادی‌های «خلیلی»، «پشت پری»، «گود بُگُر»، «خشتی»، «گهلویه» و «ابوحنا» در دامنه جنوبی این کوه قرار دارند. میدان گازی «شانول» در این کوه واقع است.